# Clarington
Clarington é uma cidade da província canadense de Ontário, e parte da Municipalidade Regional de Durham e da região metropolitana de Toronto. Sua população é de 69 834 habitantes (do censo canadense de 2001).